# Геттлінген (Цюрих)
Геттлінген (нім. Hettlingen ZH) — громада  в Швейцарії в кантоні Цюрих, округ Вінтертур.

## Географія
Громада розташована на відстані близько 120 км на північний схід від Берна, 24 км на північний схід від Цюриха.
Геттлінген має площу 5,9 км², з яких на 17% дозволяється будівництво (житлове та будівництво доріг), 58,8% використовуються в сільськогосподарських цілях, 23,2% зайнято лісами, 1% не є продуктивними (річки, льодовики або гори).

## Демографія
2019 року в громаді мешкало 3169 осіб (+7% порівняно з 2010 роком), іноземців було 9,1%. Густота населення становила 537 осіб/км².
За віковим діапазоном населення розподілялося таким чином: 23,6% — особи молодші 20 років, 59% — особи у віці 20—64 років, 17,4% — особи у віці 65 років та старші. Було 1226 помешкань (у середньому 2,6 особи в помешканні).
Із загальної кількості 702 працюючих 52 було зайнятих в первинному секторі, 248 — в обробній промисловості, 402 — в галузі послуг.